# Biedrzychowice (województwo opolskie)
Biedrzychowice (dodatkowa nazwa w j. niem. Friedersdorf) – wieś w Polsce położona w województwie opolskim, w powiecie prudnickim, w gminie Głogówek. Historycznie leży na Górnym Śląsku, na ziemi prudnickiej. Położona jest na terenie Kotliny Raciborskiej, będącej częścią Niziny Śląskiej. Przepływa przez nią rzeka Stradunia.
W latach 1954–1972 wieś należała i była siedzibą władz gromady Biedrzychowice. W latach 1975–1998 miejscowość administracyjnie należała do ówczesnego województwa opolskiego.
Według danych na 2011 wieś była zamieszkana przez 788 osób.
Nieoficjalną częścią wsi jest Kapełków.

## Geografia

### Położenie
Wieś jest położona w południowo-zachodniej Polsce, w województwie opolskim, około 13 km od granicy z Czechami, w zachodniej części Kotliny Raciborskiej. Należy do Euroregionu Pradziad. Leży na terenie Nadleśnictwa Prudnik (obręb Prudnik). Przez granice administracyjne wsi przepływa rzeka Stradunia.

### Środowisko naturalne
W Biedrzychowicach panuje klimat umiarkowany ciepły. Średnia temperatura roczna wynosi +8,4 °C. Duże zróżnicowanie dotyczy termicznych pór roku. Średnie roczne opady atmosferyczne w rejonie Biedrzychowic wynoszą 633 mm. Dominują wiatry zachodnie.
| SIMC       | Nazwa    | Rodzaj                      |
| ---------- | -------- | --------------------------- |
| nie nadano | Kapełków | część wsi                   |
| nie nadano | Szelonka | uroczysko-dawna miejscowość |

## Nazwa
Pierwsza wzmianka o miejscowości w formie Bedrchouici pochodzi z 1228 roku. Nazwa była później notowana także w formach Frederici villa (ok. 1300), Bedrzichovice (1407), Fredrichsdurff (1430), Fredrichsdorf (1430), Biedrzichowitz (1534), Fridersdorf, Friedersdorff (1596), Friedersdorff (1679), Friedersdorf, pol. Piedrzichowitz (1784), Friedersdorf, Biedrzychowice (1845), Biedrzychowice, Friedersdorf (1939), Friedersdorf – Biedrzychowice, -ic, biedrzychowicki (1946).
Najstarsze zapisy świadczą o polskiej formie Biedrzychowicy, która została przejęta potem do języka niemieckiego jako Friedrichsdorf, a następnie uległa przekształceniu do Friedersdorf. Nazwa miejscowości pochodzi od nazwy osobowej Biedrzych, dawnego odpowiednika imienia Fryderyk (niem. Friedrich), zapożyczonego do polszczyzny zapewne z języka czeskiego (por. cz. Bedřich). Podstawa Biedrz- może też być powiązana z psł. wyrazem *bedro ‘biodro’.
Po II wojnie światowej polska nazwa Biedrzychowice została oficjalnie przyjęta 16 grudnia 1946 roku.

## Historia

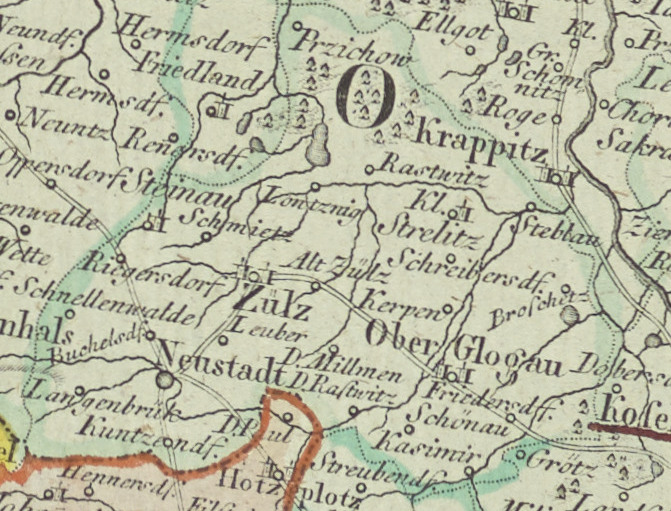
Biedrzychowice (Friedersdorf) wśród miejscowości ziemi prudnickiej na mapie z 1804

Ślady pobytu człowieka na terenie obecnej wsi Biedrzychowice, potwierdzone badaniami archeologicznymi, sięgają VIII–VII wieku p.n.e. We wsi znajdują się neolityczne stanowiska archeologiczne oraz ślady osadnictwa celtyckiego.

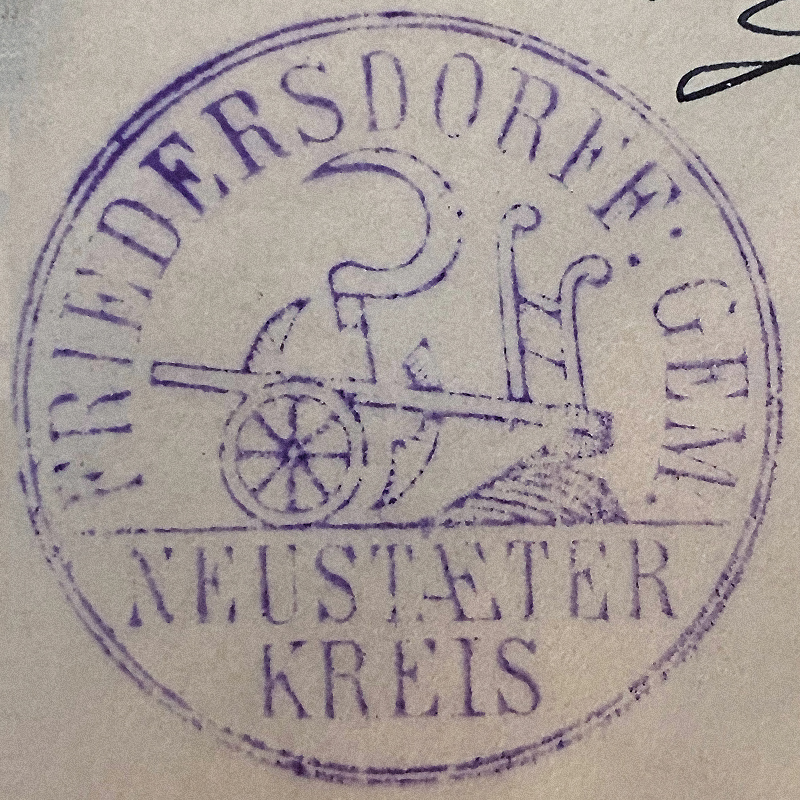
Pieczęć Biedrzychowic (1902)

Wieś wzmiankowana była po raz pierwszy w łacińskim dokumencie z 1228 roku wydanym przez księcia Kazimierza I opolskiego, gdzie zanotowana została w szeregu miejscowości założonych na prawie polskim iure polonico. Jej założycielem przypuszczalnie był Bedrich (Friedrich). Książę Kazimierz przekazał wieś klasztorowi w Czarnowąsach. Kościół parafialny w Biedrzychowicach wzmiankowany był po raz pierwszy w 1430 w dokumencie księcia Bolka V. Z końca XVII wieku ze sprawozdań powizytacyjnych diecezji wrocławskiej pochodzą pierwsze wzmianki o szkole w Biedrzychowicach. Do 1742 wieś należała do powiatu sądowego głogóweckiego w Monarchii Habsburgów. Po I wojnie śląskiej znalazła się w granicach Królestwa Prus i weszła w skład powiatu prudnickiego w prowincji Śląsk.

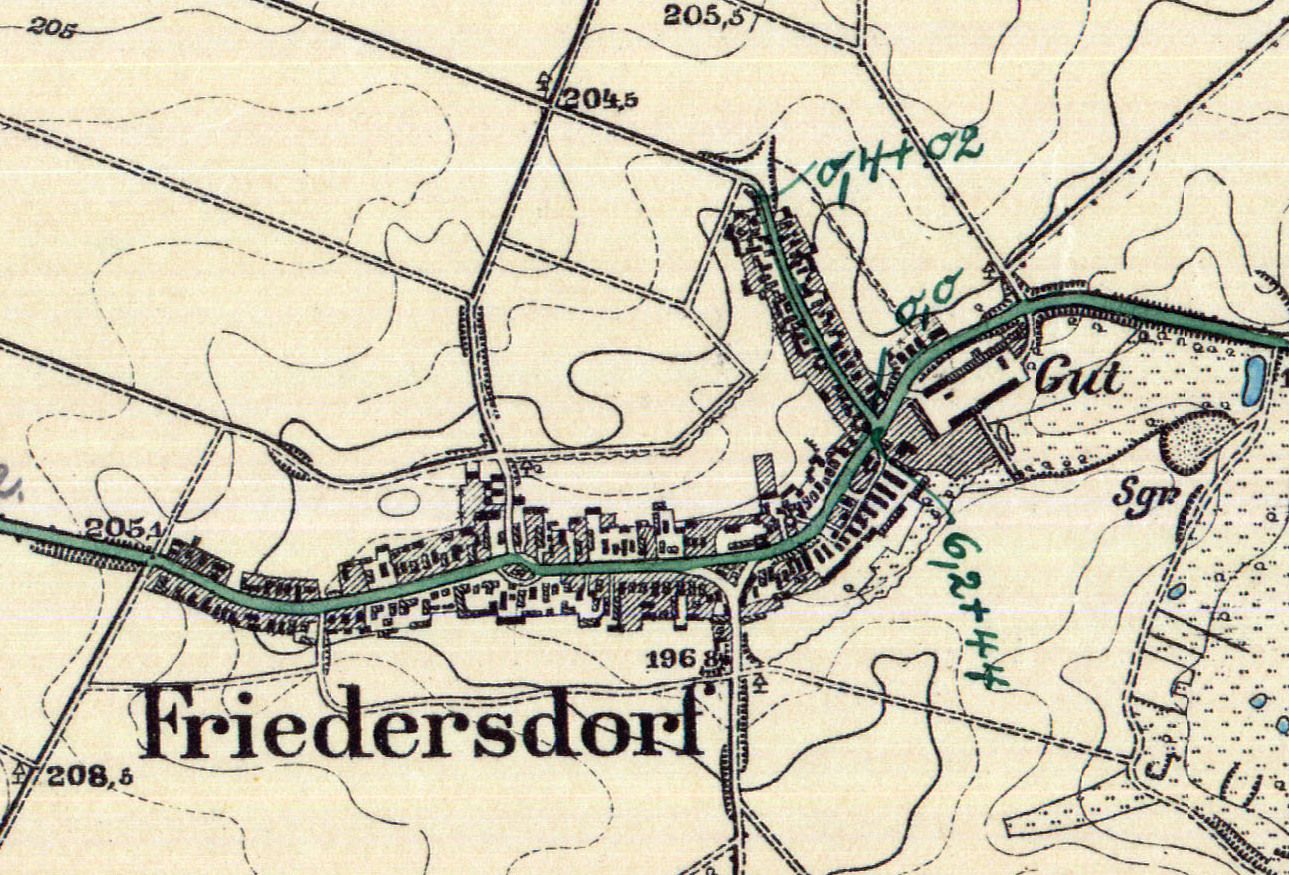
Biedrzychowice na mapie z 1913

Wieś posiadała swoją własną pieczęć, która przedstawiała w polu pług skierowany w prawo, nad nim sierp w słup, a w otoku napis: FRIEDERSDORFF: GEM. / NEUSTAETER KREIS (pol. Gmina Biedrzychowice / Powiat Prudnicki). Cesarz Wilhelm II ufundował swój portret z autografem dla szkoły w Biedrzychowicach. Według spisu ludności z 1 grudnia 1910, na 1490 mieszkańców Biedrzychowic 57 posługiwało się językiem niemieckim, 1397 językiem polskim, a 36 było dwujęzycznych. Po I wojnie światowej we wsi powstał pomnik upamiętniający mieszkańców wsi, którzy zginęli podczas niej. W 1918 miejscowy gospodarz Urban Trinczek postawił pomnik w postaci krzyża z napisem po niemiecku „Zatrzymaj się przechodniu i pomódl się za mnie. Kiedyś przyjdzie ktoś inny i pomodli się za ciebie.” na pamiątkę swoich dwóch braci, którzy zginęli na wojnie. W wyborach parlamentarnych w Republice Weimarskiej w 1919 najwięcej głosów w Biedrzychowicach zdobyli chrześcijańscy demokraci.

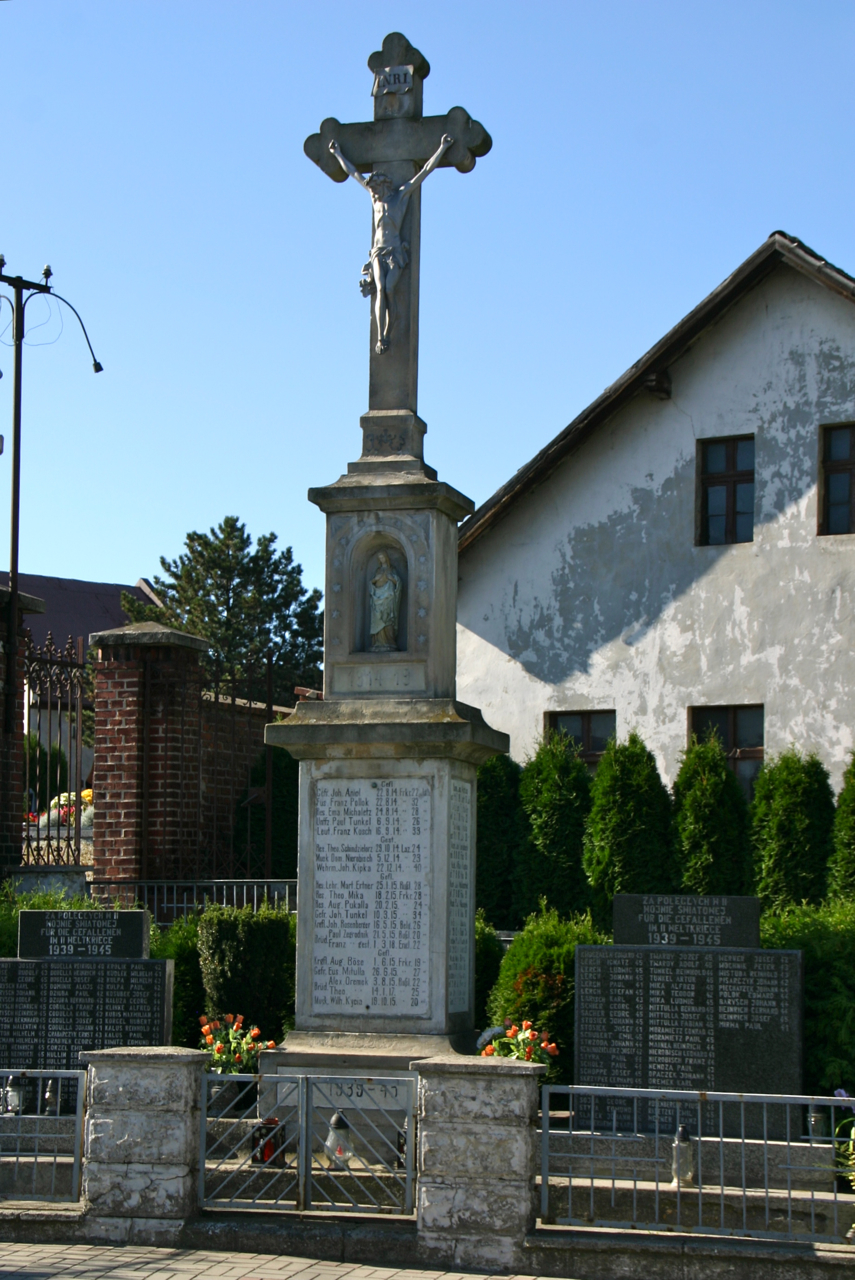
Pomnik upamiętniający mieszkańców wsi, którzy zginęli podczas I i II wojny światowej

W 1921 w zasięgu plebiscytu na Górnym Śląsku znalazła się tylko część powiatu prudnickiego. Biedrzychowice znalazły się po stronie wschodniej, w obszarze objętym plebiscytem. Do głosowania uprawnionych było w Biedrzychowicach 851 osób, z czego 641, ok. 75,3%, stanowili mieszkańcy (w tym 631, ok. 74,1% całości, mieszkańcy urodzeni w miejscowości). Oddano 840 głosów (ok. 98,7% uprawnionych), w tym 834 (99,2%) ważne; za Niemcami głosowało 749 osób (89,8%), a za Polską 85 osób (10,1%). W ramach akcji „Mosty”, która rozpoczęła III powstanie śląskie, polscy dywersanci z Grupy Wawelberg wysadzili koło Biedrzychowic most kolejowy nad Stradunią.
Po II wojnie światowej, od marca do maja 1945 powiat prudnicki znajdował się pod kontrolą radzieckiej komendantury wojskowej. 11 maja 1945 polska administracja przejęła władzę cywilną w powiecie prudnickim. Mieszkańcom Biedrzychowic, posługującym się dialektem śląskim bądź znającym język polski, pozwolono pozostać we wsi po otrzymaniu polskiego obywatelstwa. 9 września 1945 posterunek Milicji Obywatelskiej w Biedrzychowicach został zawiadomiony, że na końcu wsi żołnierze radzieccy postrzelili dwie osoby. Gdy trzyosobowy patrol polskich milicjantów przybył na miejsce, został ostrzelany przez Rosjan. Ranny w ramię Feliks Kiwic poddał się czerwonoarmistom, prosząc, żeby go zostawili. Jeden z Rosjan, używając pistoletu Kiwica, dobił go strzałem w głowę. Na posterunek MO w Biedrzychowicach przyjechała ciężarówka z radzieckimi posiłkami. Komendant posterunku uciekł w pola, a Rosjanie urządzili na niego „polowanie”, paląc stogi słomy na polach dla rozjaśnienia terenu. Złapany komendant został pobity kolbami, następnie żołnierze próbowali zabrać broń z posterunku. Zajścia trwały do rana, kiedy do Biedrzychowic przybyła polsko-sowiecka komisja dla zbadania wypadków.
W latach 1945–1950 Biedrzychowice należały do województwa śląskiego, a od 1950 do województwa opolskiego. W latach 1945–1954 wieś była siedzibą gminy Biedrzychowice, a w latach 1954–1972 gromady Biedrzychowice. Podlegała urzędowi pocztowemu w Głogówku.
W 1949 we wsi znajdowały się między innymi: szkoła podstawowa prowadzona przez Inspektorat Szkolny w Prudniku, dentysta, Gminna Biblioteka Publiczna, Gminna Spółdzielnia „Samopomoc Chłopska”, kotlarz, krawiec, trzech piekarzy, stolarz, szewc, dwóch wędliniarzy.
W 1998 Biedrzychowice przystąpiły do Programu Odnowy Wsi Opolskiej. W sierpniu 2014 inicjatywą mieszkańców zrekonstruowano pomnik postawiony w 1918 przez Urbana Trinczka, który został zdewastowany w 1945.

### Przynależność państwowa i administracyjna
| Okres     |                                                                                | Państwo                           | Zwierzchnictwo                    | Jednostka administracyjna                                                |
| --------- | ------------------------------------------------------------------------------ | --------------------------------- | --------------------------------- | ------------------------------------------------------------------------ |
| 1228–1281 |                                                                                | Księstwo opolsko-raciborskie      | Księstwo opolsko-raciborskie      | księstwo opolskie                                                        |
| 1281–1313 |                                                                                | Księstwo opolskie                 | Księstwo opolskie                 |                                                                          |
| 1313–1382 |                                                                                | Księstwo niemodlińskie            | Księstwo niemodlińskie            |                                                                          |
| 1382–1424 |                                                                                | Księstwo niemodlińsko-strzeleckie | Księstwo niemodlińsko-strzeleckie |                                                                          |
| 1424–1460 |                                                                                | Księstwo głogówecko-prudnickie    | Księstwo głogówecko-prudnickie    |                                                                          |
| 1460–1521 |                                                                                | Księstwo opolskie                 | Księstwo opolskie                 |                                                                          |
| 1521–1532 |                                                                                | Księstwo opolsko-raciborskie      | Księstwo opolsko-raciborskie      | księstwo opolskie                                                        |
| 1532–1742 | Monarchia Habsburgów                                                           | Monarchia Habsburgów              | Święte Cesarstwo Rzymskie         | księstwo opolsko-raciborskie, powiat sądowy głogówecki                   |
| 1742–1806 |                                                                                | Królestwo Prus                    | Święte Cesarstwo Rzymskie         | kamera wrocławska, departament wrocławski, powiat prudnicki              |
| 1806–1815 |                                                                                | Królestwo Prus                    | Królestwo Prus                    | kamera wrocławska, departament wrocławski, powiat prudnicki              |
| 1815–1871 | prowincja Śląsk, rejencja opolska, powiat prudnicki                            | Królestwo Prus                    | Królestwo Prus                    |                                                                          |
| 1871–1918 | Cesarstwo Niemieckie                                                           | Cesarstwo Niemieckie              | Cesarstwo Niemieckie              | Królestwo Prus, prowincja Śląsk, rejencja opolska, powiat prudnicki      |
| 1918–1919 |                                                                                | Republika Weimarska               | Republika Weimarska               | Wolne Państwo Prusy, prowincja Śląsk, rejencja opolska, powiat prudnicki |
| 1919–1933 | Wolne Państwo Prusy, prowincja Górny Śląsk, rejencja opolska, powiat prudnicki | Republika Weimarska               | Republika Weimarska               |                                                                          |
| 1933–1938 | Wolne Państwo Prusy, prowincja Górny Śląsk, rejencja opolska, powiat prudnicki | III Rzesza                        | III Rzesza                        | III Rzesza                                                               |
| 1938–1941 | Wolne Państwo Prusy, prowincja Śląsk, rejencja opolska, powiat prudnicki       | III Rzesza                        | III Rzesza                        | III Rzesza                                                               |
| 1941–1945 | Wolne Państwo Prusy, prowincja Górny Śląsk, rejencja opolska, powiat prudnicki | III Rzesza                        | III Rzesza                        | III Rzesza                                                               |
| 1945–1946 |                                                                                | Rzeczpospolita Polska             | Rzeczpospolita Polska             | Okręg I (Śląsk Opolski)                                                  |
| 1946–1950 | województwo śląskie, powiat prudnicki, gmina Biedrzychowice                    | Rzeczpospolita Polska             | Rzeczpospolita Polska             |                                                                          |
| 1950–1952 | województwo opolskie, powiat prudnicki, gmina Biedrzychowice                   | Rzeczpospolita Polska             | Rzeczpospolita Polska             |                                                                          |
| 1952–1954 | województwo opolskie, powiat prudnicki, gmina Biedrzychowice                   |                                   | Polska Rzeczpospolita Ludowa      | Polska Rzeczpospolita Ludowa                                             |
| 1954–1973 | województwo opolskie, powiat prudnicki, gromada Biedrzychowice                 |                                   | Polska Rzeczpospolita Ludowa      | Polska Rzeczpospolita Ludowa                                             |
| 1973–1975 | województwo opolskie, powiat prudnicki, gmina Głogówek                         |                                   | Polska Rzeczpospolita Ludowa      | Polska Rzeczpospolita Ludowa                                             |
| 1975–1989 | województwo opolskie, gmina Głogówek                                           |                                   | Polska Rzeczpospolita Ludowa      | Polska Rzeczpospolita Ludowa                                             |
| 1989–1998 | województwo opolskie, gmina Głogówek                                           | Polska                            | Rzeczpospolita Polska             | Rzeczpospolita Polska                                                    |
| od 1999   | województwo opolskie, powiat prudnicki, gmina Głogówek                         | Polska                            | Rzeczpospolita Polska             | Rzeczpospolita Polska                                                    |

## Mieszkańcy

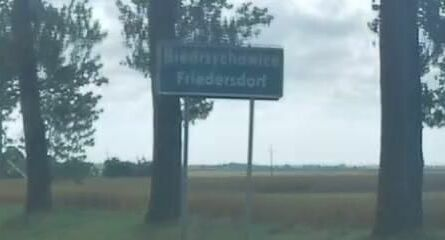
Tablica z podwójną nazwą przed wjazdem do Biedrzychowic od strony Prudnika

Miejscowość zamieszkiwana jest przez mniejszość niemiecką oraz Ślązaków. Mieszkańcy wsi posługują się gwarą prudnicką, będącą odmianą dialektu śląskiego. Należą do podgrupy gwarowej nazywanej Hery.

### Liczba mieszkańców wsi
- 1793 – 364[45]
- 1871 – 1046[46]
- 1885 – 1101[47]
- 1905 – 1229[48]
- 1910 – 1234[49]
- 1933 – 1420[50]
- 1939 – 1447[50]
- 1966 – 1163[51]
- 1998 – 992[6]
- 2002 – 882[6]
- 2009 – 794[6]
- 2011 – 788[6]
- 2013 – 733[52]

## Zabytki

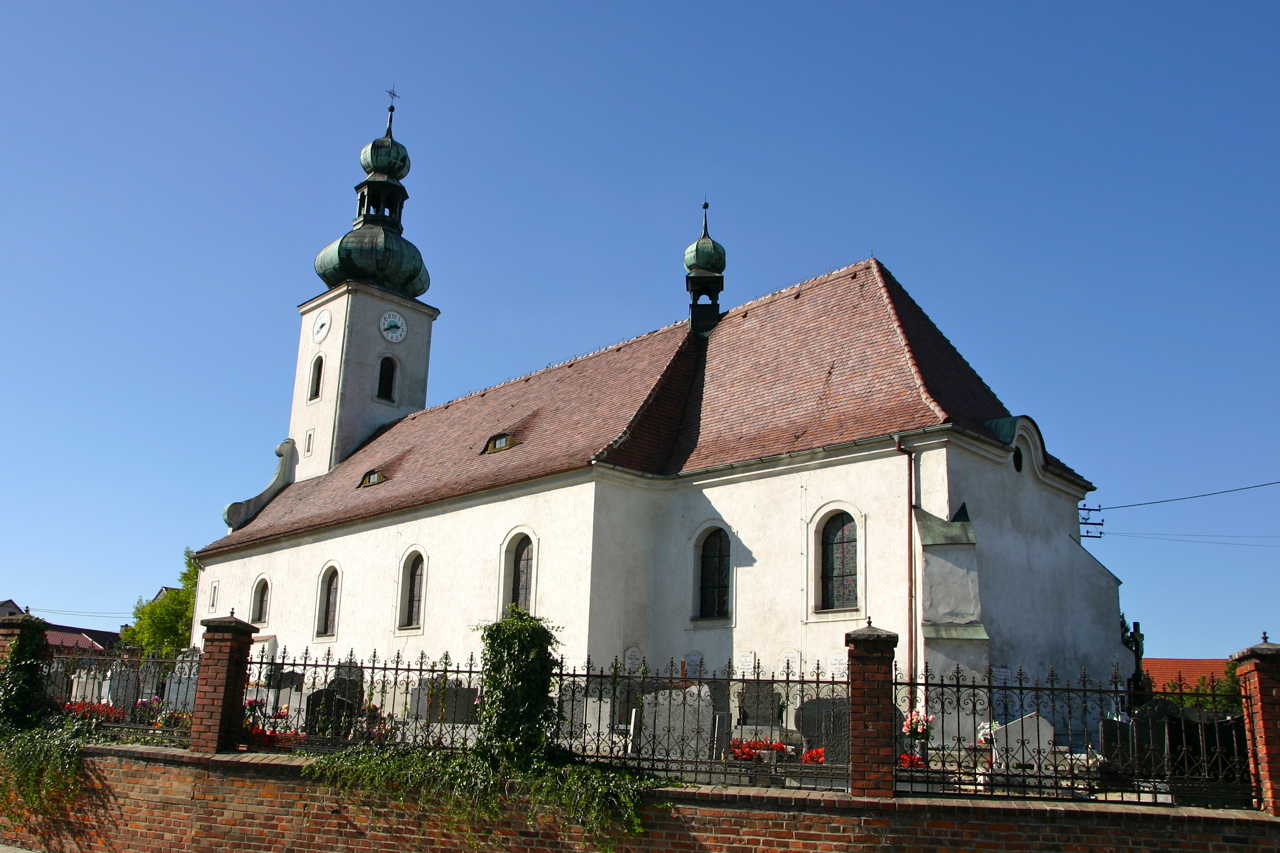
Kościół pw. Wniebowzięcia NMP

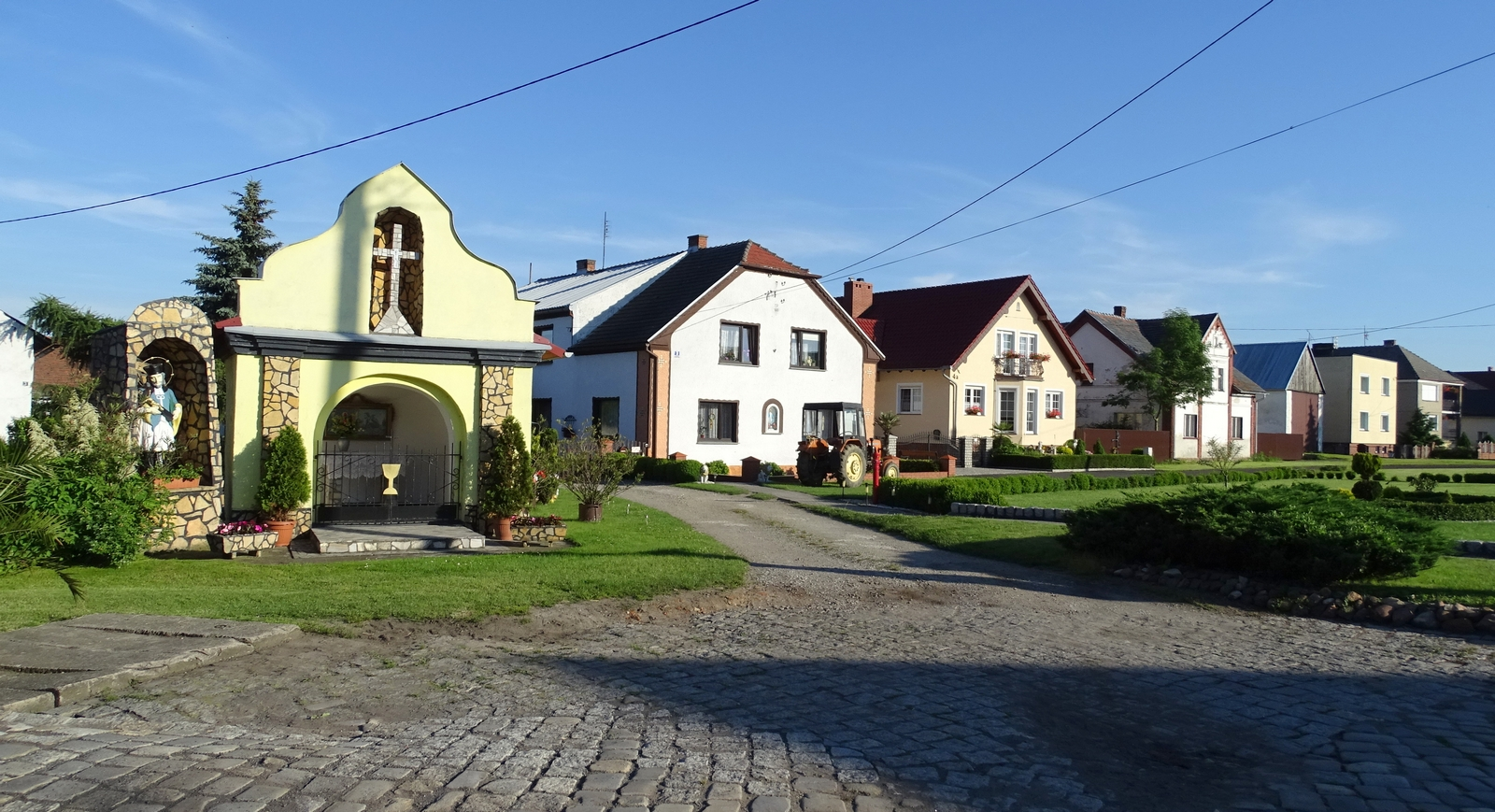
Kapliczka z XIX w.

Do wojewódzkiego rejestru zabytków wpisane są:
- kościół par. pw. Wniebowzięcia NMP, z XIV w., k. XVIII w., 1930 r.
- cmentarz parafialny
- kapliczka, przy domu nr 3, z XIX w.
- dom na folwarku, z XIX w., nie istnieje.

Zgodnie z gminną ewidencją zabytków w Biedrzychowicach chronione są ponadto:
- układ ruralistyczny wsi
- plebania, nr 117
  - obora w zespole plebańskim
  - spichlerz w zespole plebańskim
- kapliczka przy domu nr 38
- kapliczka przy domu nr 42
- mleczarnia (szkoła, ob. Przedszkole), nr 165
- dom mieszkalny nr 4
- dom mieszkalno-gospodarczy nr 29
- dom mieszkalno-gospodarczy nr 38
- dom mieszkalno-gospodarczy nr 48
- szkoła, nr 110

## Pomniki i obiekty upamiętniające
- Pomnik poległych w I i II wojnie światowej – pomnik przy kościele w Biedrzychowicach powstały w latach 20. XX wieku jako upamiętnienie mieszkańców wsi, którzy polegli w I wojnie światowej. Po II wojnie światowej został rozbudowany. Znajdują się na nim napisy w języku niemieckim i polskim[55].

## Gospodarka
W Biedrzychowicach siedzibę mają firmy Mechanika Pojazdowa-Diagnostyka, Zakład Ślusarski „Zgorzelski”, Gastro Kern i P.P.H.U. „BE-MIX”, zrzeszone w Cechu Rzemieślników i Przedsiębiorców w Prudniku.

## Transport

### Transport drogowy

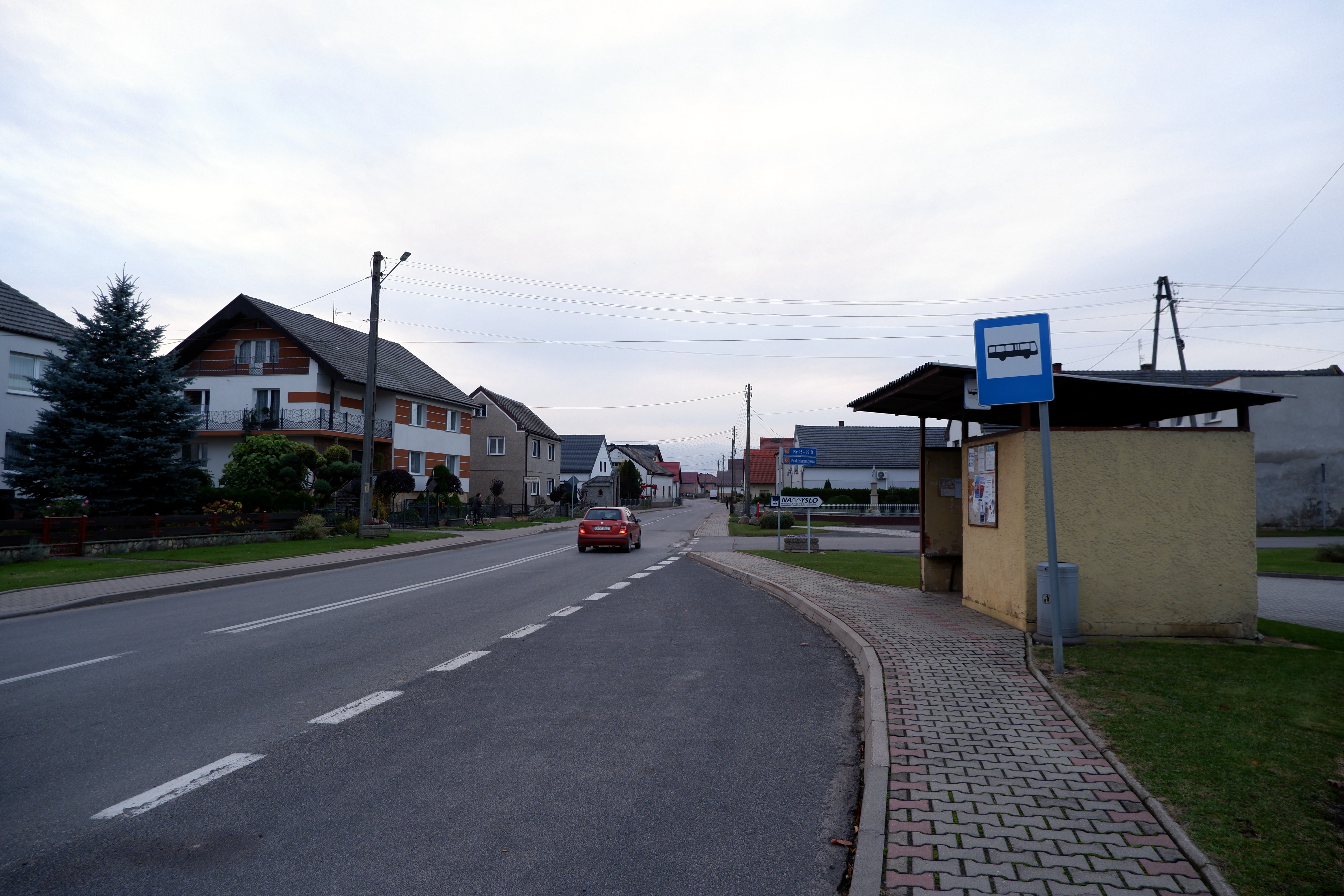
Przystanek autobusowy w kierunku Głogówka

Przez Biedrzychowice przebiega droga krajowa:
- 40 Głuchołazy – Prudnik – Kędzierzyn-Koźle – Pyskowice

Biedrzychowice posiadają połączenia autobusowe z Głogówkiem, Głuchołazami, Kędzierzynem-Koźlem, Prudnikiem, Twardawą. We wsi znajdują się dwa przystanki autobusowe – „Biedrzychowice 01”, „Biedrzychowice 02”.

### Transport kolejowy
W rejonie miejscowości przebiega linia kolejowa nr 137 łącząca Katowice z Legnicą przez Gliwice, Kędzierzyn-Koźle, Prudnik, Nysę, Świdnicę i Strzegom. Najbliższe stacje kolejowe znajdują się w Głogówku i Twardawie.

## Oświata

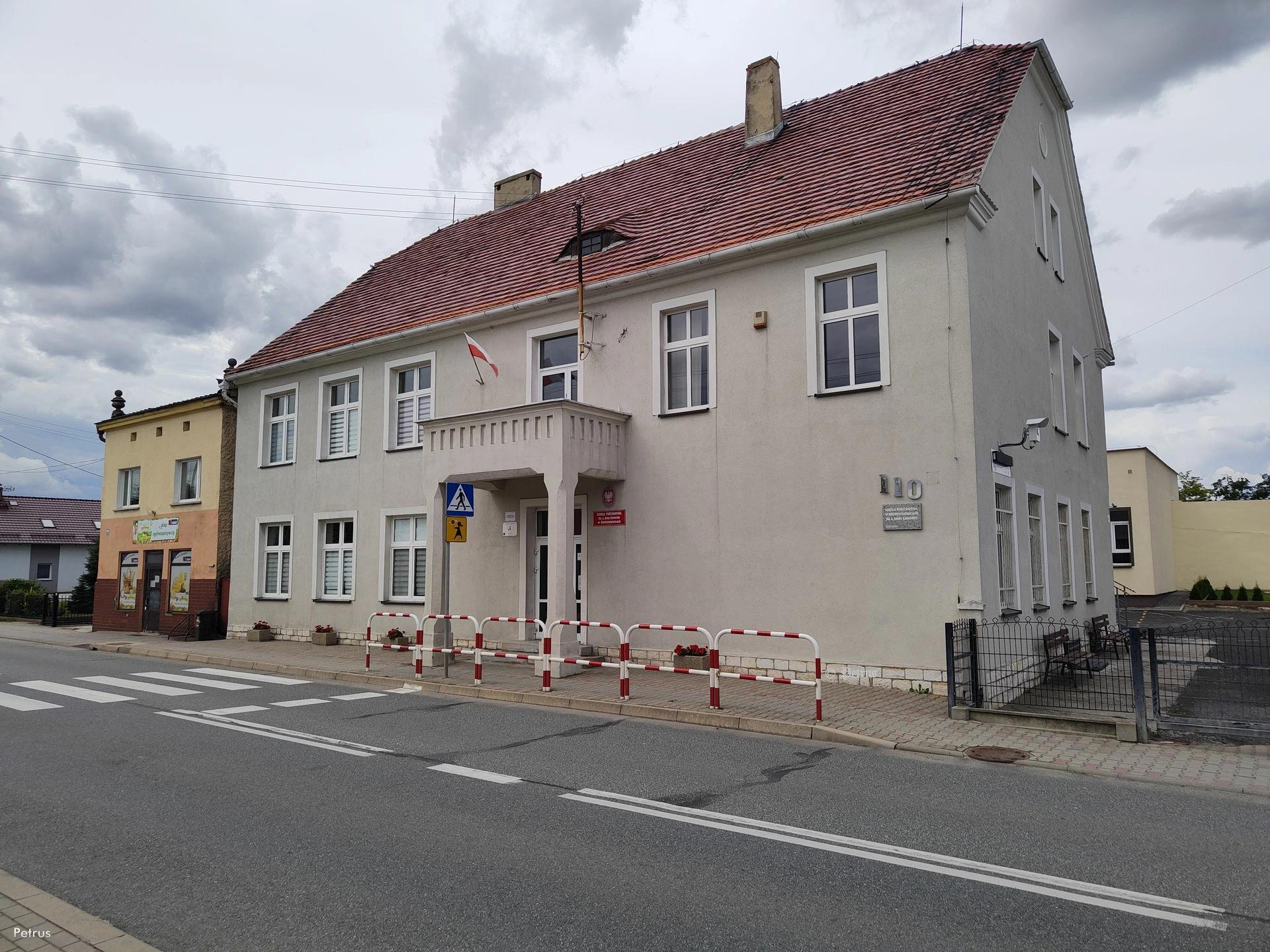
Szkoła Podstawowa im. siostry Anny Kaworek

W Biedrzychowicach pod numerem 110 znajduje się Szkoła Podstawowa im. siostry Anny Kaworek. We wsi funkcjonuje również oddział Publicznego Przedszkola nr 3 w Głogówku.

## Kultura

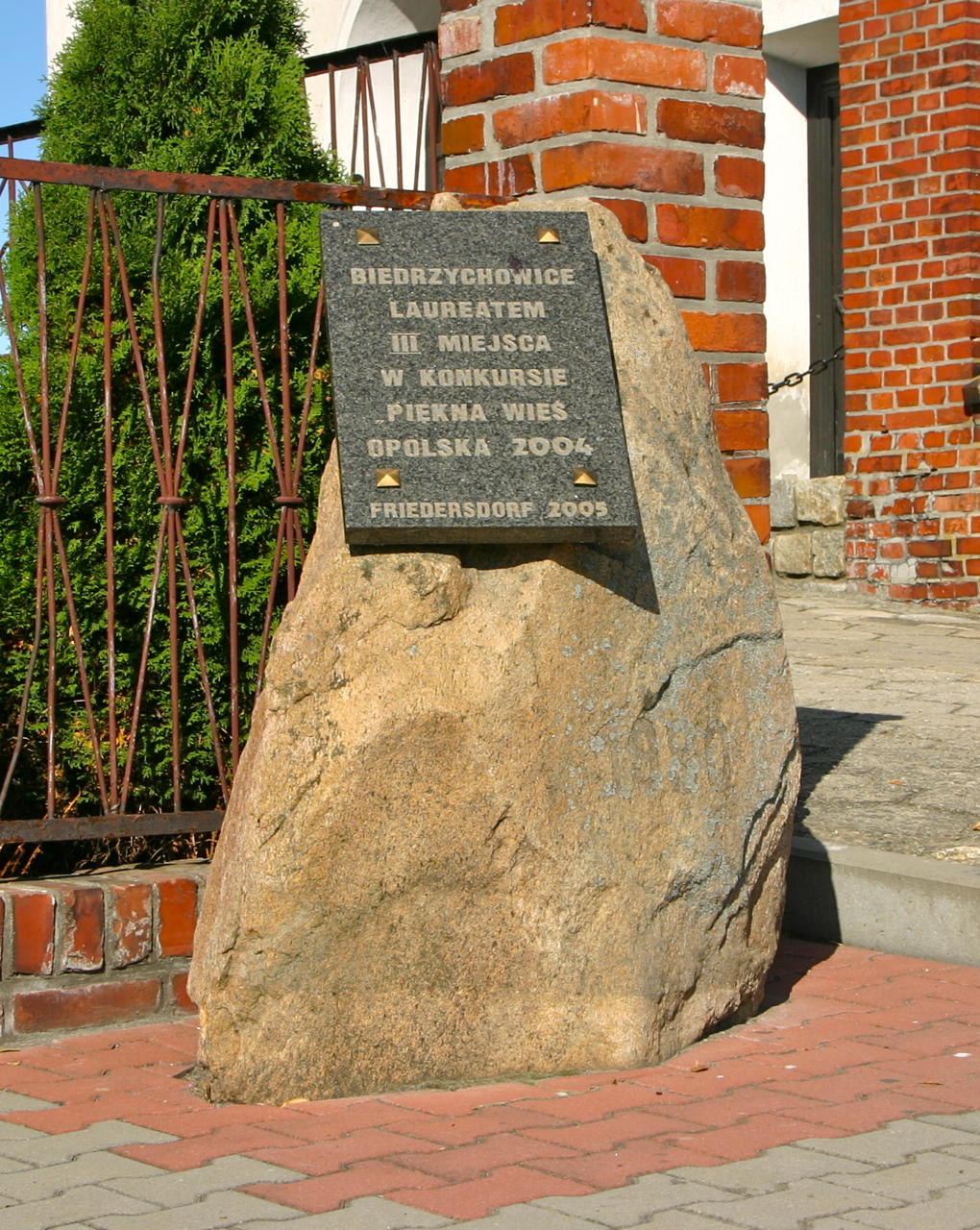
Pomnik upamiętniający konkurs „Piękna Wieś Opolska”

W Biedrzychowicach działa Niemieckie Koło Przyjaźni (Deutscher Freundeskreis) – oddział terenowy Towarzystwa Społeczno-Kulturalnego Niemców na Śląsku Opolskim. W 2002 we wsi powstało muzeum wiejskie „Farska Stodoła”, które stanowi bazę edukacji regionalnej i rozwoju turystyki. W 2004 Biedrzychowice zajęły 3. miejsce w kategorii „najpiękniejsza wieś” konkursu „Piękna Wieś Opolska” organizowanego przez Urząd Marszałkowski Województwa Opolskiego.

## Religia
W Biedrzychowicach znajduje się katolicki kościół Wniebowzięcia Najświętszej Maryi Panny, który jest siedzibą parafii Wniebowzięcia Najświętszej Maryi Panny (dekanat Głogówek). We wsi jest też 6 kapliczek przydomowych, a także znajdują się tu polne krzyże.

## Sport
W Biedrzychowicach działa kobiecy klub piłkarski LKS Rolnik Biedrzychowice, założony 20 listopada 1983, z zespołem rezerwowym Rolnik II Biedrzychowice. W sezonach 2001/2002, 2019/2020 i 2020/2021 klub występował w rozgrywkach na poziomie Ekstraligi. W 2015 roku nastąpiło połączenie męskiej drużyny Rolnika Biedrzychowice z Partyzantem Kazimierz. W 2005, z okazji 60. rocznicy istnienia Podokręgu Związku Piłki Nożnej w Prudniku, klub otrzymał pamiątkowy puchar.

## Polityka
W szkole podstawowej w Biedrzychowicach swoją siedzibę ma Obwodowa Komisja Wyborcza, do której należy sołectwo Biedrzychowice. W referendum w 2003 mieszkańcy Biedrzychowic opowiedzieli się za przystąpieniem Polski do Unii Europejskiej.
W wyborach parlamentarnych do Sejmu w 2005 we wsi wygrała Mniejszość Niemiecka. W 2007 w Biedrzychowicach zwyciężyła Platforma Obywatelska. W 2011, 2015, 2019 i 2023 największą ilość głosów zdobyła Mniejszość Niemiecka.
W wyborach prezydenckich w 2005 mieszkańcy Biedrzychowic opowiedzieli się za Donaldem Tuskiem, w 2010 i 2015 za Bronisławem Komorowskim, w 2020 za Andrzejem Dudą, a w 2025 za Rafałem Trzaskowskim.

## Turystyka
Oddział PTTK „Sudetów Wschodnich” w Prudniku ustanowił turystyczną Odznakę Krajoznawczą Ziemi Prudnickiej, którą zdobywa się poprzez zwiedzenie odpowiedniej liczby obiektów w miejscowościach położonych na ziemi prudnickiej, w tym w Biedrzychowicach.

## Służba zdrowia
W Biedrzychowicach pod numerem 186A znajduje się ośrodek zdrowia.

## Bezpieczeństwo
W zakresie ochrony przeciwpożarowej oraz innych miejscowych zagrożeń w Biedrzychowicach działa jednostka Ochotniczej Straży Pożarnej.
Miejscowość jest pod opieką dzielnicowego rejonu służbowego nr 11 Komendy Powiatowej Policji w Prudniku (Komisariat Policji w Głogówku).
Teren wsi, jak i całej gminy Głogówek, położony jest w strefie nadgranicznej w związku z czym Straż Graniczna dysponuje, na tym obszarze, specjalnymi kompetencjami w zakresie bezpieczeństwa. Gminę Głogówek obejmuje zasięgiem służbowym placówka Straży Granicznej w Opolu ze Śląskiego Oddziału SG.

## Ludzie związani z Biedrzychowicami
- Ludwik Tunkel (1862–1941) – działacz społeczny, proboszcz parafii Trójcy Przenajświętszej w Kochłowicach
- Anna Kaworek (1872–1936) – zakonnica, współzałożycielka i pierwsza przełożona generalna Zgromadzenia Sióstr św. Michała Archanioła, urodzona w Biedrzychowicach
- Franciszek Styra (1882–1941) – proboszcz parafii Mszana w powiecie wodzisławskim, więzień KL Auschwitz, urodzony w Biedrzychowicach